# Cine Arteplex Centro
El edificio del ex BAMA Cine Arte está ubicado en la cuadra peatonal de la Diagonal Norte, entre la Plaza Lavalle y el Obelisco. El edificio fue diseñado por el ingeniero civil Adolfo Moret (colaborador de Alberto Prebisch en la construcción del Teatro Gran Rex) para uso de oficinas y una sala de espectáculos en el subsuelo. También tiene en la planta baja un pasaje comercial, llamado Galería del Obelisco, que conecta la avenida Corrientes con la Diagonal Norte.
El hall del cine está en la planta baja ingresando por la peatonal Presidente Roque Sáenz Peña (o Diagonal  Norte) al 1150. Bajando una escalera se llega al primer subsuelo con paredes decoradas en mármol rosado donde un mural da la bienvenida a una segunda escalera que desciende al segundo subsuelo, donde se encuentran tres salas. 
Este mismo lugar ha funcionado en el tiempo con diferentes nombres. Primero fue el Cine Arte, luego el Cine Hall (cine porno elegido para encuentros gay) y desde el año 2007 el Cine Arteplex Centro, que cerró en 2013. Desde 2014 y hasta julio de 2019 funcionó allí el Cine BAMA (Buenos Aires Mon Amour).
Adquirido en su momento por Alberto Kipnis y Marcelo Morales, la antigua sala fue remodelada y dividida por el arquitecto Fernando González Montaner inaugurándose el Arteplex Centro en enero de 2007. Las tres salas fueron nombradas en recuerdo de tres antiguos cines dedicados al cine arte que funcionaron en la calle Corrientes en la década de 1970: Lorraine (160 espectadores), Losuar y Loire (150 espectadores cada una).
- Datos: Q5769463